# Teucholabis nigrosignata
Teucholabis nigrosignata är en tvåvingeart som beskrevs av Alexander 1931. Teucholabis nigrosignata ingår i släktet Teucholabis och familjen småharkrankar.
Artens utbredningsområde är Kuba. Inga underarter finns listade i Catalogue of Life.